# Fisher (disc jockey)
Fisher, pseudonimo di Paul Nicholas Fisher (Gold Coast, 5 novembre 1986), è un disc jockey australiano.
Tra i maggiori esponenti nel genere tech-house, è stato nominato per l'ARIA Award 2018 per "Best Dance Recording" e per la categoria "Best Recording" al 61° Grammy Awards per il suo singolo solista Losing It.

## Carriera

### Musica
Fisher faceva parte del duo di DJ Cut Snake assieme a Leigh ’’Sedz’’ Sedley, amico e collega anche nel mondo del surf.
Fisher in seguito ha proseguito da solo e ha iniziato a pubblicare brani house con il nome d'arte FISHER. Nel giugno 2017 pubblica il suo singolo di debutto Ya Kidding, seguito dall'EP Oi Oi nel novembre 2017 che includeva i brani Stop It e Ya Didn't.
A luglio 2018, Fisher ha pubblicato Losing It, che ha raggiunto il numero 1 nella classifica delle tracce ARIA e ha conquistato la top 50 delle classifiche Hot Dance, quest'ultima divenuta il suo primo numero 1 negli Stati Uniti. Grazie al successo del nuovo singolo, Fisher ha ottenuto anche la sua prima nomination ai Grammy per Best Dance Recording. Inoltre, Losing It è arrivata al numero 2 nel classifica Triple J Hottest 100 del 2018.
Il 10 maggio 2019, Fisher ha pubblicato You Little Beauty, che è diventato il suo secondo Dance Club numero 1.
Nel luglio 2022, Fisher si esibisce sul palco del Tomorrowland.

#### Dj Magazine
- 2019: #63
- 2020: #76
- 2021: #77
- 2022: #48
- 2023: #20
- 2024: #8

#### 1001Tracklist
- 2018: #35
- 2019: #20
- 2020: #47
- 2022: #17

### Sport
Fisher è stato un surfista professionista nelle World Qualifying Series prima di iniziare una carriera nella musica.

## Discografia

### EP
- 2020 – Freaks

### Singoli
- 2017 – Ya Kidding
- 2017 – Oi Oi
- 2017 – Ya Didn't
- 2017 – Stop It
- 2018 – Crowd Control
- 2018 – Losing It
- 2019 – You Little Beauty
- 2020 – Freaks
- 2020 – Wanna Go Dancin
- 2021 – Just Feels Tight
- 2022 – Palm Beach Banga
- 2022 – It's a Killa
- 2022 – Yeah The Girls
- 2023 – Take It Off
- 2023 – Atmosphere
- 2024 – Jamming (Fisher rework)
- 2024 – Waiting for tonight
- 2024 – Atmosphere
- 2024 – It's that time
- 2024 – Boost up
- 2024 – Ocean
- 2025 – Stay

## Premi e riconoscimenti
ARIA Music Awards
- 2018 – Nomina come Miglior canzone dance per Losing It
- 2019 – Nomina come Miglior canzone dance per You Little Beauty

Top 100 DJ di DJ Magazine
- 2019 – 63° miglior DJ (su 100)

International Dance Music Awards
- 2019 – Nomina per il miglior artista esordiente dell'anno
- 2019 – Miglior canzone elettronica per Losing It[7]
- 2020 – Miglior artista house maschile
- 2020 – Miglior canzone elettronica per You Little Beauty[8]

Grammy Awards
- 2019 – Nomina alla Miglior registrazione dance per Losing It